# 駒豚角鯰
駒豚角鯰，為輻鰭魚綱鯰形目長鬚鯰科的其中一種，分布於南美洲亞馬遜河流域，棲息在溪流底部，屬肉食性，生活習性不明。